# Aimpoint
Aimpoint AB ist ein schwedisches Optik-Unternehmen, das Reflexvisiere beziehungsweise Leuchtpunktvisiere herstellt. Das in Malmö ansässige Unternehmen ist in diesem Bereich Weltmarktführer. Aimpoint-Produkte werden von Polizei, Militär und auch zu jagdlichen Zwecken eingesetzt.

## Geschichte
Das Unternehmen wurde im Jahr 1974 gegründet. Im Jahr 1975 wurde das erste kommerzielle Produkt im Markt eingeführt: Das „Aimpoint Electronic“. Es basierte auf einem Entwurf John Arne Ingemund Ekstrand. Das Produktspektrum wurde laufend erweitert und erneuert, sodass heute passende Leuchtpunktvisiere für viele Anwendungszwecke angeboten werden.

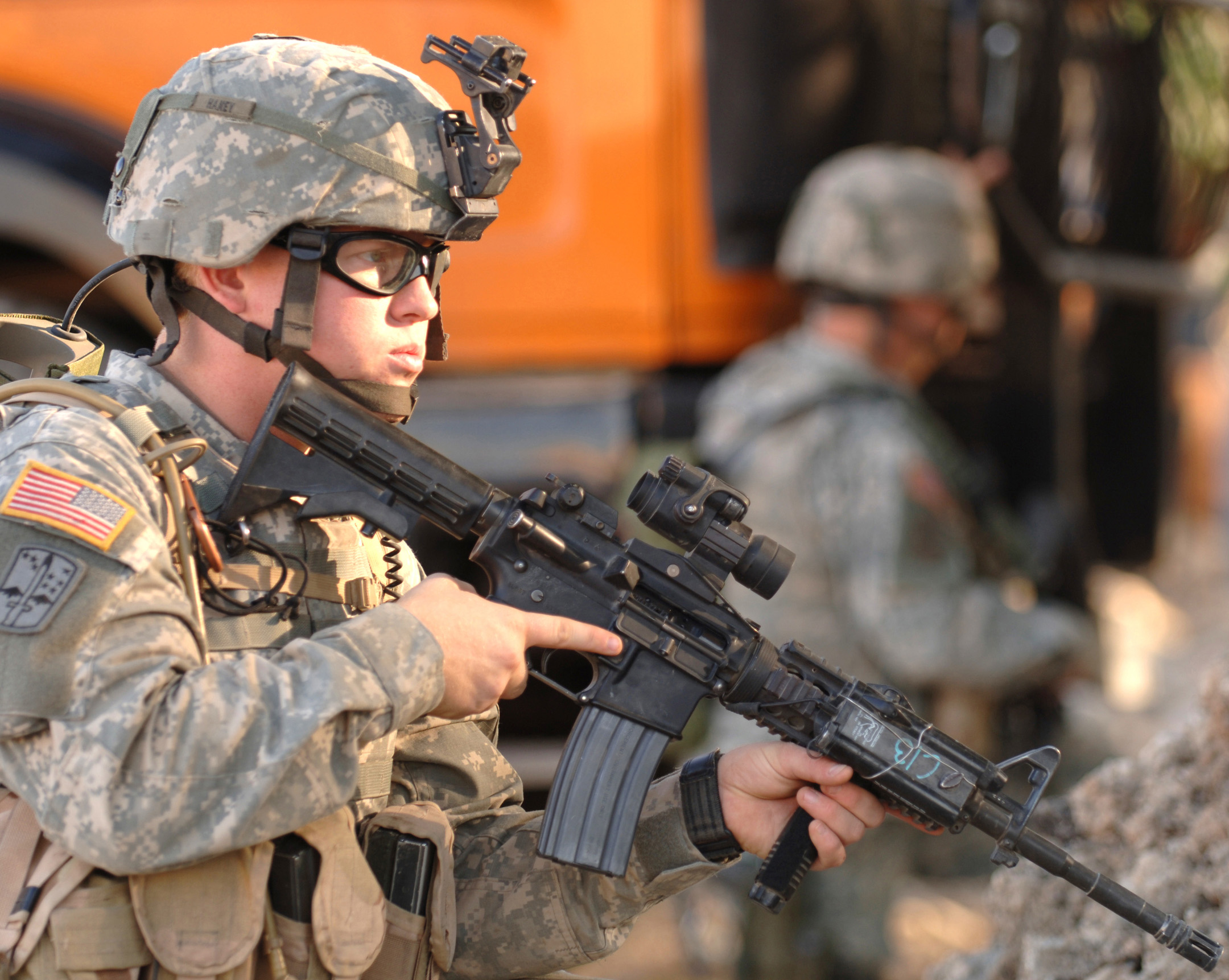
Ein Soldat der US Army mit einem M4-Sturmgewehr mit Aimpoint CompM2

1997 war für Aimpoint ein Meilenstein, als der erste mehrjährige Liefervertrag mit der US-Armee geschlossen wurde. Das Aimpoint CompM2 wurde so zum Standard-Leuchtpunktvisier der US-Armee, die es als „M68 Close Combat Optic“ oder auch „M68 Aimpoint“ bezeichnet.